# 篠栗線
篠栗線（日语：／ Sasaguri sen */?）是一條連結日本福岡縣嘉穗郡桂川町的桂川站至同縣福岡市博多區的吉塚站，屬於九州旅客鐵道（JR九州）的鐵路線（幹線）。
此線是一條通過篠栗隧道貫穿三郡山地，直接連結豐地域與福岡市的路線。2001年（平成13年）10月6日電氣化，連同鹿兒島本線、筑豐本線的黑崎站－折尾站－直方站－桂川站－吉塚站－博多站間設有「福北豐線」的愛稱。

## 路線資料
- 管轄（事業類別）：九州旅客鐵道（第一種鐵道事業者）
- 路段（營業距離）：桂川站－吉塚站 25.1公里（軌道名稱上起終點逆轉）
- 軌距：1067毫米
- 道床：除吉塚站構內外是有碴軌道
- 站數：11個（包括起終點站）
  - 若只限屬於篠栗線的車站，排除起終點站（桂川站屬於筑豐本線，吉塚站屬於鹿兒島本線[1]）則為9個。
- 複線路段：沒有（全線單線）
- 電氣化路段：全線（交流20,000V・60Hz）
- 閉塞方式：單線自動閉塞式
- 保安裝置：ATS-SK、ATS-DK（全線）
- 運轉指令所（日语：運転指令所）：博多綜合指令中心
- 可交會車站：除筑前山手站外所有車站
- 最高速度：100公里/小時

全線由本社鐵道事業本部直轄。
另外，全線根據旅客營業規則屬於大都市近郊區間的「福岡近郊區間」，與IC乘車卡「SUGOCA」的使用範圍內。另外，此線是一般向實時列車位置情報系統「哪裡哪裡」的對應路線，一概提供「福北豐線、若松線」的資訊。

## 運轉模式
全列車從鹿兒島本線博多站發車兼終點站

## 歷史
- 1904年（明治37年）6月19日 九州鐵道吉塚-篠栗間通車，原町－篠栗間各站啟用
- 1905年（明治38年）2月16日 與鹿兒島本線並行博多－吉塚間單線延伸通車
- 1907年（明治40年）7月1日 根據鐵道國有法，九州鐵道接受國鐵收買
- 1909年（明治42年）10月12日 國鐵取名博多-篠栗間為篠栗線
- 1968年（昭和43年）5月25日 從篠栗站延伸至桂川站全通，銜接筑豐本線。此區間只有旅客營業。增設筑前山手・城戶・九郎原・筑前大分各站
- 1970年（昭和45年）4月15日 篠栗-桂川間開始貨物營業
- 1984年（昭和59年）2月1日 全線貨物營業廢止
- 1987年（昭和62年）3月9日 增設門松臨時站
- 1987年（昭和62年）4月1日 九州旅客鐵道繼承，門松臨時站改為一般站
- 1988年（昭和63年）3月13日 增設柚須站、與香椎線立体交差的長者原站
- 1991年（平成3年）3月16日 鹿兒島本線吉塚 - 博多間三線化，全列車直達博多站
- 2001年（平成13年）10月6日 全線電氣化
- 2003年（平成15年）3月15日 城戶站改名為城戶南藏院前站

## 使用車輛
電氣化後，全部車輛為電車。
787系
783系
813系
817系
415系

## 車站列表
- ：特定都區市內制度下「福岡市內」地域車站
- 快速停靠站等參見「福北豐線#車站一覽」記述的該當條目
- 軌道（全線單線） … ◇：可進行列車交會，｜：不可列車交會
- 所有車站都位於福岡縣內

| 車站編號 | 中文站名     | 日文站名 | 英文站名 | 站間營業距離 | 累計營業距離 | 接續路線                          | 軌道 | 所在地       | 所在地       |
| -------- | ------------ | -------- | -------- | ------------ | ------------ | --------------------------------- | ---- | ------------ | ------------ |
| JC11     | 桂川         |          |          | -            | 0.0          | 九州旅客鐵道： 豐本線             | ◇    | 嘉穗郡桂川町 | 嘉穗郡桂川町 |
| JC10     | 前大分       |          |          | 3.2          | 3.2          |                                   | ◇    | 飯塚市       | 飯塚市       |
| JC09     | 九郎原       |          |          | 2.0          | 5.2          |                                   | ◇    | 飯塚市       | 飯塚市       |
| JC08     | 城戶南藏院前 |          |          | 5.0          | 10.2         |                                   | ◇    | 糟屋郡       | 篠栗町       |
| JC07     | 前山手       |          |          | 1.5          | 11.7         |                                   | ｜   | 糟屋郡       | 篠栗町       |
| JC06     | 篠栗         |          |          | 3.1          | 14.8         |                                   | ◇    | 糟屋郡       | 篠栗町       |
| JC05     | 門松         |          |          | 2.6          | 17.4         |                                   | ◇    | 糟屋郡       | 粕屋町       |
| JC04     | 長者原       |          |          | 2.0          | 19.4         | 九州旅客鐵道： 香椎線（JD11）     | ◇    | 糟屋郡       | 粕屋町       |
| JC03     | 原町         |          |          | 0.7          | 20.1         |                                   | ◇    | 糟屋郡       | 粕屋町       |
| JC02     | 柚須         |          |          | 2.5          | 22.6         |                                   | ◇    | 糟屋郡       | 粕屋町       |
| JC01     | 吉塚         |          |          | 2.5          | 25.1         | 九州旅客鐵道： 鹿兒島本線（JA01） | ◇    | 福岡市博多區 | 福岡市博多區 |

### 過去的接續路線
- 吉塚站：勝田線